# Ronde van Frankrijk 2022/Twintigste etappe
De twintigste etappe van de Ronde van Frankrijk 2022 werd verreden op 23 juli met start in Lacapelle-Marival en finish in Rocamadour. Het betrof een individuele tijdrit over 40 kilometer.

## Uitslag
| Lacapelle-Marival – Rocamadour (40 km) |                       |                        |         |
| Plaats                                 | Naam                  | Ploeg                  | Tijd    |
| 1                                      | Wout van Aert         | Team Jumbo-Visma       | 47'59"  |
| 2                                      | Jonas Vingegaard      | Team Jumbo-Visma       | + 19"   |
| 3                                      | Tadej Pogačar         | UAE Team Emirates      | + 27"   |
| 4                                      | Geraint Thomas        | INEOS Grenadiers       | + 32"   |
| 5                                      | Filippo Ganna         | INEOS Grenadiers       | + 42"   |
| 6                                      | Bauke Mollema         | Trek-Segafredo         | + 1'22" |
| 7                                      | Mattia Cattaneo       | Quick Step-Alpha Vinyl | + 1'25" |
| 8                                      | Fred Wright           | Bahrain Victorious     | + 1'32" |
| 9                                      | Maximilian Schachmann | BORA-hansgrohe         | + 1'37" |
| 10                                     | Jan Tratnik           | Bahrain Victorious     | + 1'48" |

| Algemeen klassement |                   |                                    |            |
| Plaats              | Naam              | Ploeg                              | Tijd       |
| Gele trui           | Jonas Vingegaard  | Team Jumbo-Visma                   | 76u33'57"  |
| 2                   | Tadej Pogačar     | UAE Team Emirates                  | + 3'34"    |
| 3                   | Geraint Thomas    | INEOS Grenadiers                   | + 8'13"    |
| 4                   | David Gaudu       | Groupama-FDJ                       | + 13'56"   |
| 5                   | Aleksandr Vlasov  | BORA-hansgrohe                     | + 16'37"   |
| 6                   | Nairo Quintana    | Arkéa Samsic                       | + 17'24"   |
| 7                   | Romain Bardet     | Team DSM                           | + 19'02"   |
| 8                   | Louis Meintjes    | Intermarché-Wanty-Gobert Matériaux | + 19'12"   |
| 9                   | Aleksej Loetsenko | Astana Qazaqstan                   | + 23'47"   |
| 10                  | Adam Yates        | INEOS Grenadiers                   | + 25'43"   |
|                     |                   |                                    |            |
| 19                  | Dylan Teuns       | Bahrain Victorious                 | + 1u11'28" |
| 25                  | Bauke Mollema     | Trek-Segafredo                     | + 1u44'21" |

## Opgaves
- Nathan Van Hooydonck (Team Jumbo-Visma: Niet gestart wegens familieomstandigheden

1e etappe ·
2e etappe ·
3e etappe ·
4e etappe ·
5e etappe ·
6e etappe ·
7e etappe ·
8e etappe ·
9e etappe ·
10e etappe ·
11e etappe ·
12e etappe ·
13e etappe ·
14e etappe ·
15e etappe ·
16e etappe ·
17e etappe ·
18e etappe ·
19e etappe ·
20e etappe ·
21e etappe
Startlijst · Eindstanden · Afbeeldingen